# Rozhledna na Bobovci
Rozhledna na Bobovci, slovensky rozhľadňa na Bobovci, je rozhledna na kopci Bobovec na hranici území obce Radôstka a Stará Bystrica v okrese Čadca na Slovensku. Nachází se také v pohoří Kysucká vrchovina a v Žilinském kraji.

## Další informace
Rozhledna na Bobovci byla postavena v roce 2011 z kamene, dřeva a cihel v nadmořské výšce 723 metrů nad obcí Stará Bystrica. Rozhledna má vnitřní schodiště. Vyhled po okolí je z plošiny ve výšce cca 16 m směrem na pohoří Malá Fatra, Martinské Hole, Veľká Rača nebo Lysou horu v Česku. Autorem projektu rozhledny, která má výšku cca 18 m, je architekt Stanislav Mikovčák, který má v rozhledně také umístěno několik svých malých uměleckých děl na téma andělů. Pod rozhlednou je veřejné ohniště a dřevěný turistický přístřešek. Rozhledna je také osvětlena v noci, kdy osvětlení zajišťuje malá větrná a fotovoltaická elektrárna. Výstavba rozhledny byla zahájena v roce 2010 a stavěli ji živnostníci ze Staré Bystrice v rámci projektu LET'S LOOK AROUND eurofondů Polsko-slovenské přeshraniční spolupráce. K rozhledně vede žlutá turistická značka ze Staré Bystrice.

## Galerie

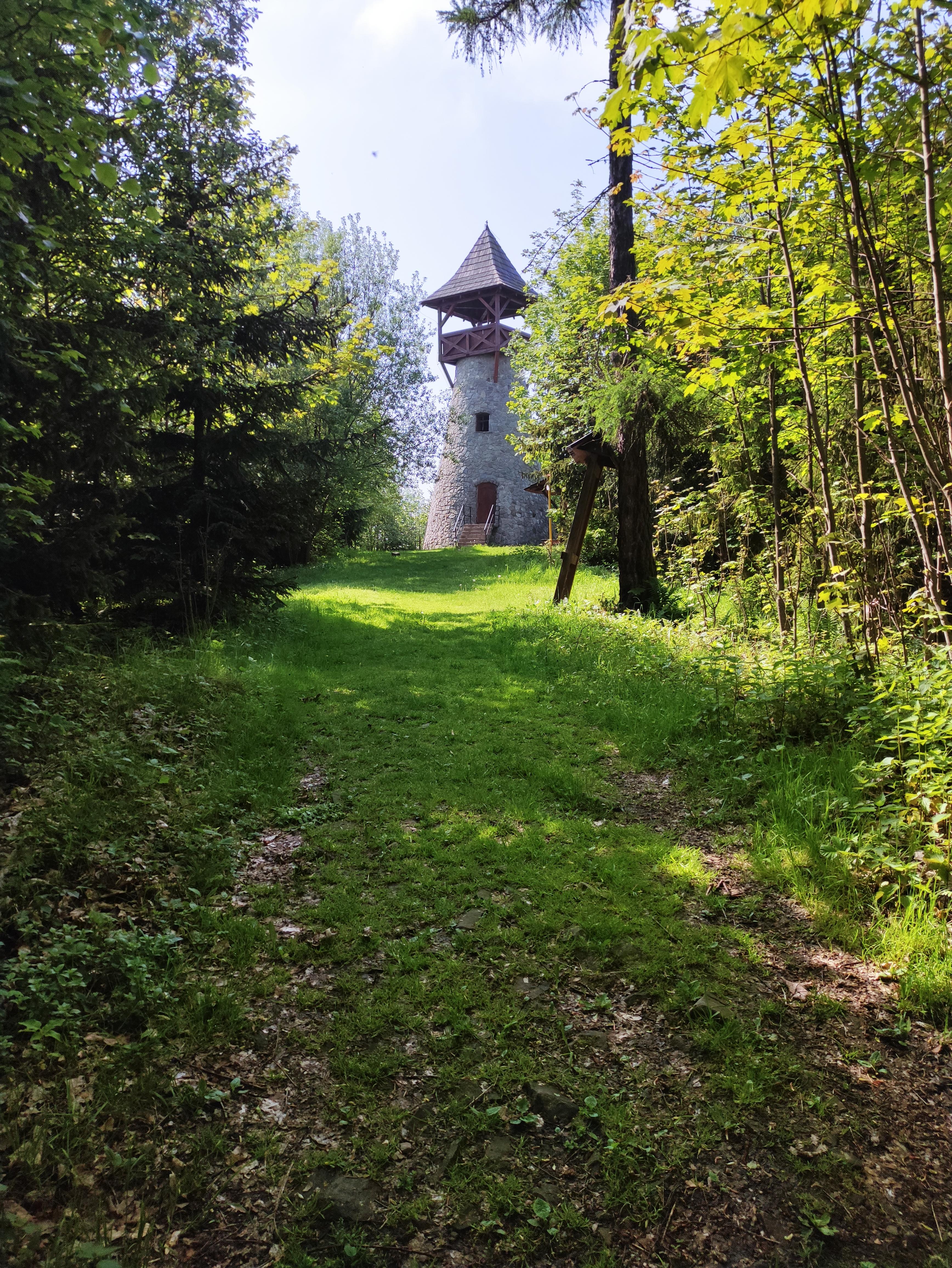
Silnice vedoucí k rozhledně
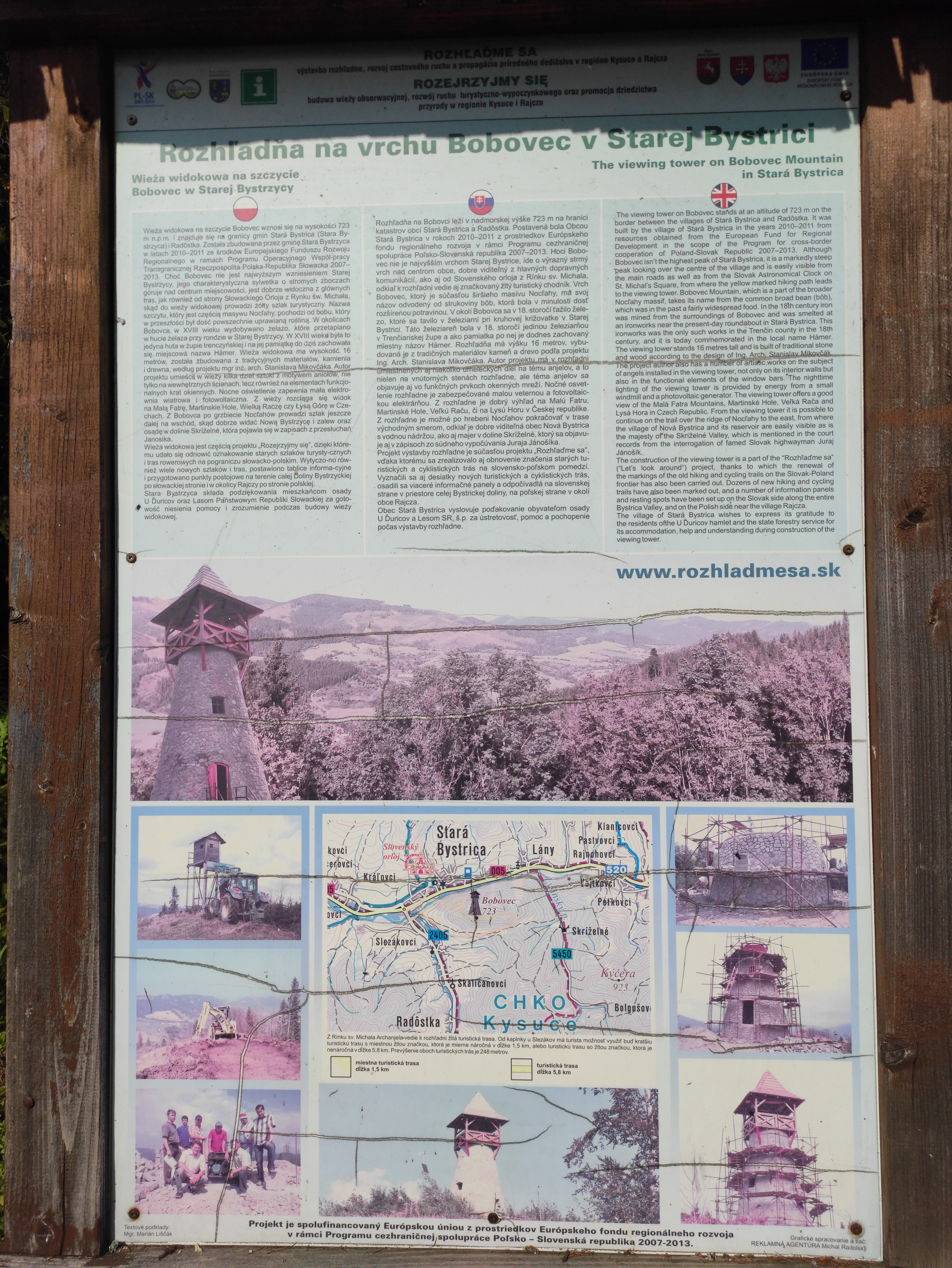
Informační panel u rozhledny
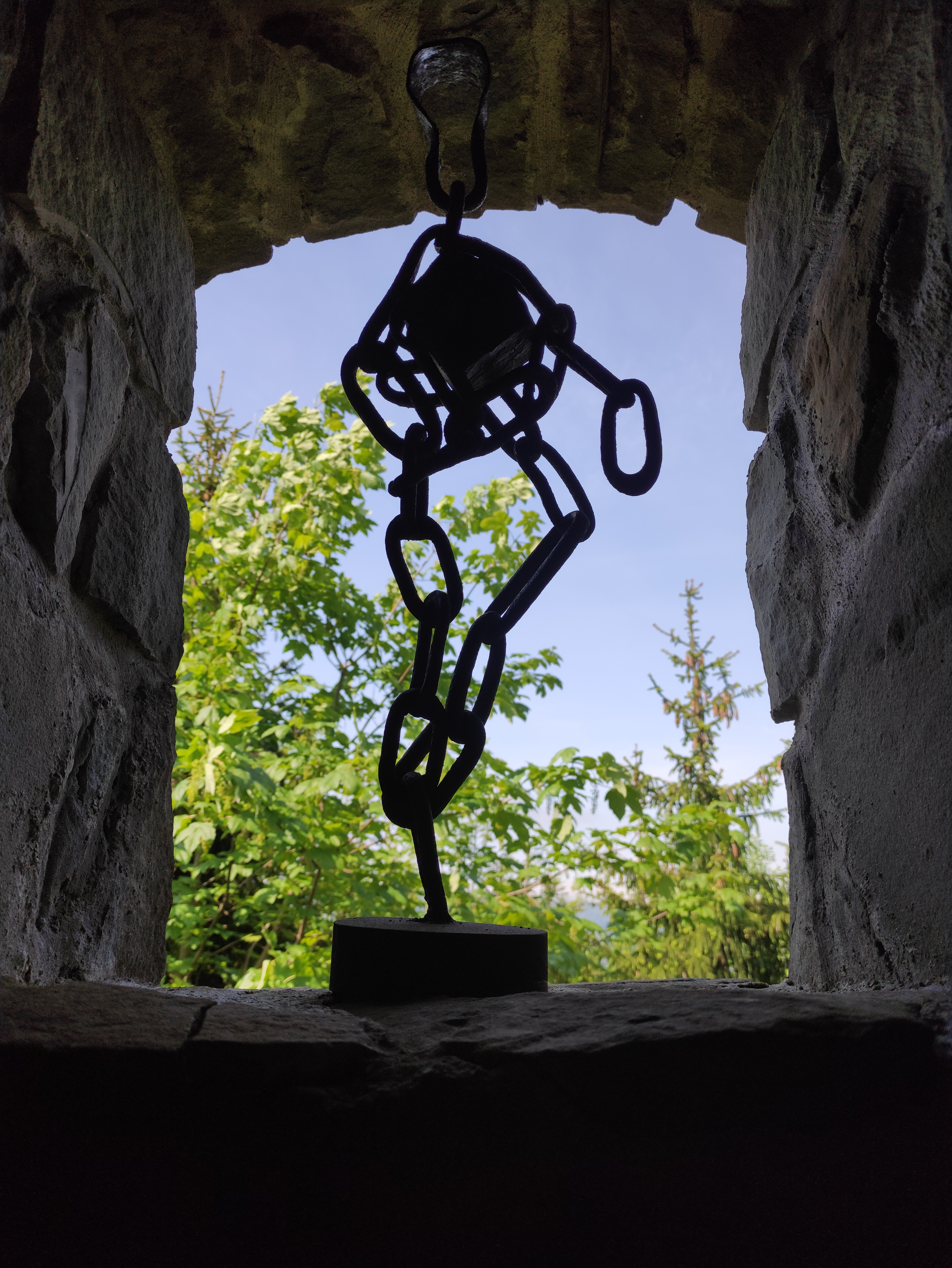
Socha anděla
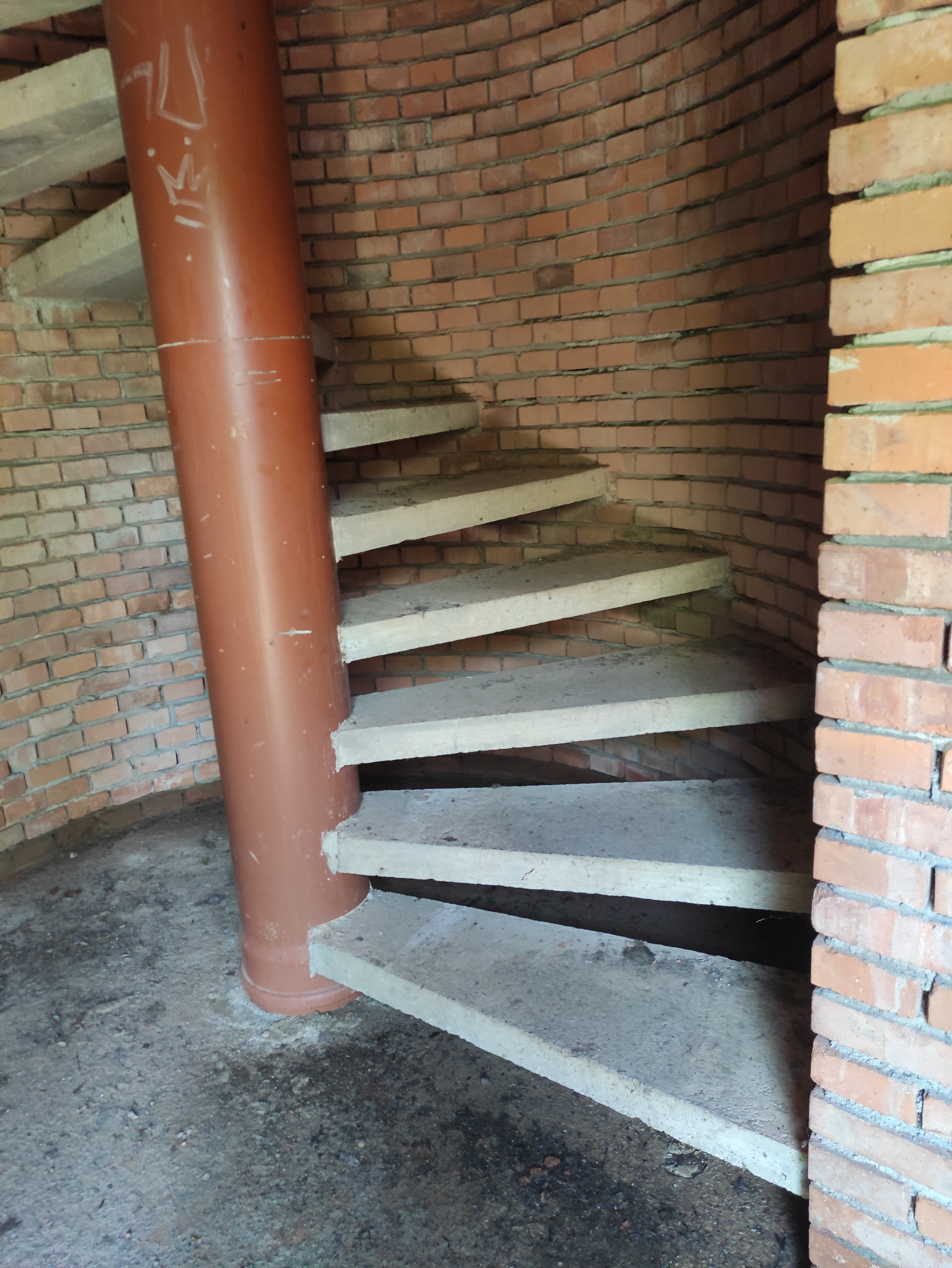
Točité schoduště v rozhledně
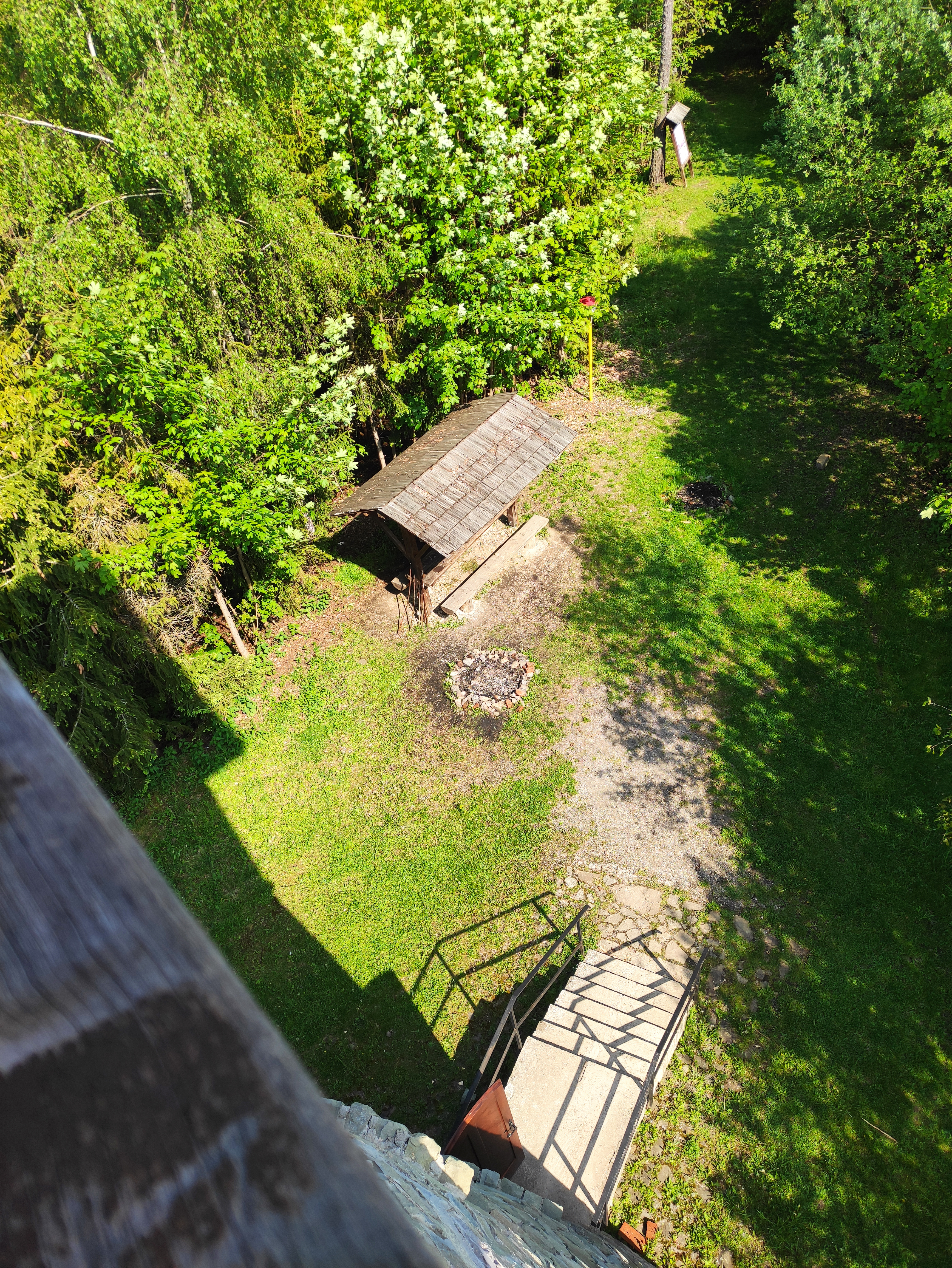
Výhled z rozhledny